# 不來梅鎮區 (伊利諾伊州庫克縣)
不來梅鎮區（英語：Bremen Township）是位於美國伊利諾伊州庫克縣的一個行政鎮區。

## 地方資料
根據2010年美國人口普查的數據，不來梅鎮區的面積為98.00平方千米，當中陸地面積為97.70平方千米，而水域面積為0.30平方千米。當地共有人口90285人，而人口密度為每平方千米921.28人。